# Eulepidotis nicaea
Eulepidotis nicaea är en fjärilsart som beskrevs av Druce 1900. Eulepidotis nicaea ingår i släktet Eulepidotis och familjen nattflyn. Inga underarter finns listade i Catalogue of Life.